# Ivan Prpić
Ivan Prpić, hrvaški zdravnik, kirug, pedagog in akademik, * 11. oktober 1927, Sisak, † 25. junij 2019.
Prpić je bil predavatelj na Medicinski fakulteti v Zagrebu; je član Hrvaške akademije znanosti in umetnosti in Akademije za medicinske znanosti Hrvaške.